# Drapeau normand
Le drapeau normand est un emblème représentant la Normandie.
L'appellation drapeau normand désigne essentiellement le drapeau tiré des armoiries normandes traditionnelles (de gueules à deux léopards d’or).
Hissé par de nombreuses mairies et collectivités, il s'agit du symbole le plus utilisé pour représenter la Normandie. Depuis 2016, il est visible sur le logotype officiel de la région Normandie.
Moins courants, un drapeau à trois léopards (surnommé Treis Cats) et un drapeau à croix scandinave (surnommé Croix de Saint-Olaf) sont parfois utilisés pour représenter la Normandie, principalement dans les milieux culturels et régionalistes normands.

## Histoire du drapeau normand à deux léopards
Reprenant à l'identique les armoiries normandes traditionnelles, le drapeau normand s'inspire des armoiries des derniers ducs de Normandie avant l'annexion de la Normandie continentale par le roi de France en 1204.

### Les léopards sur les armoiries des ducs de Normandie

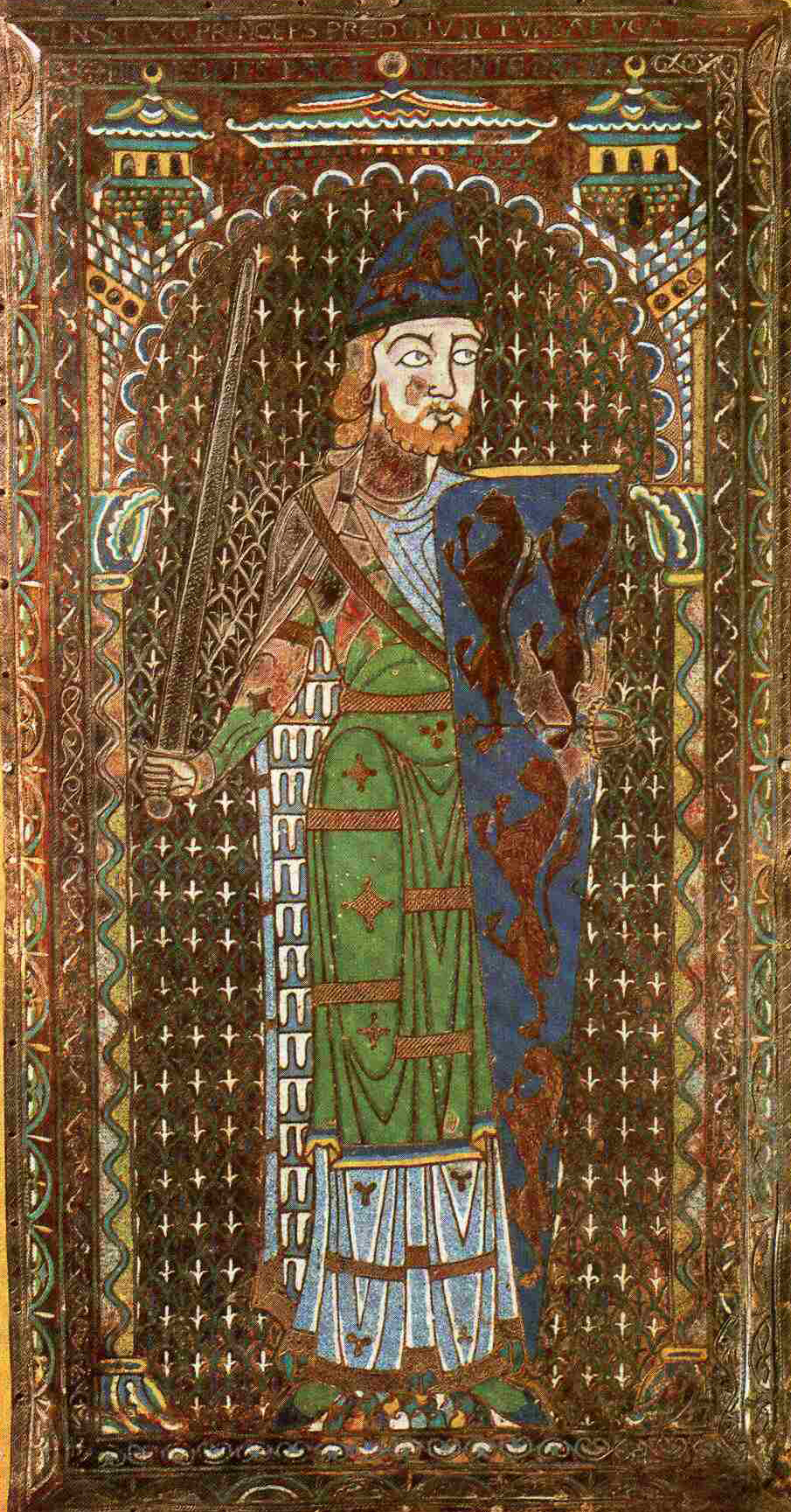
Émail Plantagenêt, effigie funéraire de Geoffroy V d'Anjou, vers 1160. Musée d'archéologie et d'histoire du Mans.

La plus ancienne représentation héraldique connue concernant un duc de Normandie est la plaque funéraire de Geoffroy Plantagenêt sur laquelle il est représenté portant un écu semé de lionceaux d'or sur champs d'azur et un bonnet présentant un lion passant. Les écrits du moine Jean de Marmoutier décrivant la cérémonie d'adoubement durant laquelle Geoffroy reçoit ses armes (en 1127) laissent penser que ces lions lui ont été offerts par son beau-père, Henri Ier Beauclerc. C'est à cette période qu'apparaissent en Europe les armoiries.
Fils de Geoffroy Plantagenêt et de Mathilde l'Emperesse, Henri II Plantagenêt (roi d'Angleterre et duc de Normandie entre 1150 et 1189) est probablement le premier à avoir utilisé des armoiries à deux léopards (le léopard héraldique est un lion dans la position de la marche et regardant de face). S'il n'existe aucune preuve manuscrite directe pour étayer cette thèse, la possession avérée d'armoiries à deux léopards chez plusieurs de ses filleuls d'armes suggère que leur parrain en possédait des semblables. Il est en effet de tradition à cette époque que le parrain transmette ses armoiries à son filleul d'arme (la déduction héraldique attribuant des armes à deux léopards à Henri II a notamment été détaillée par l'historien Robert Viel).
Richard Cœur de Lion sera le premier, en 1195, à utiliser des armoiries à trois léopards, remplaçant ainsi ses armes précédentes à deux lions affrontés.
Lorsque Jean sans Terre prend la succession de son frère Richard en 1199, il reprend les armoiries à trois léopards (jusqu'alors, il n'en portait que deux), instaurant ainsi l'usage héréditaire de ce blason.
En 1204, Jean sans Terre perd la Normandie continentale au profit de la France mais reste roi d'Angleterre et souverain des îles de la Manche non conquises.

Armoiries attribuées à Geoffroy Plantagenêt.
Armoiries attribuées à Henri II Plantagenêt.
Armoiries de Richard Cœur de Lion de 1195 à sa mort (1199).

### Les armoiries de Normandie à deux léopards
Jusqu'à présent, les armoiries étaient personnelles et non territoriales. Ainsi, lorsque Richard Cœur de Lion et Jean Sans Terre arboraient un écu à trois léopards, ils le portaient autant aux titres de ducs de Normandie qu'en tant que rois d'Angleterre, ducs d'Aquitaine, comtes d'Anjou, du Maine ou de Touraine.

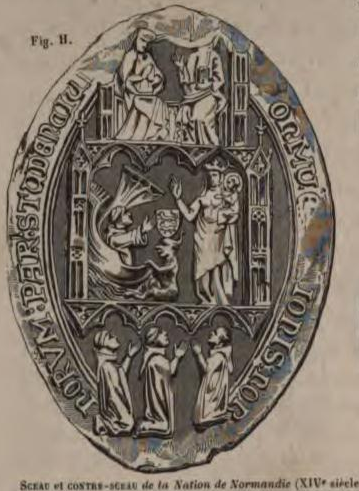
Sceau de la nation normande de l'Université de Paris (gravé vers 1300').

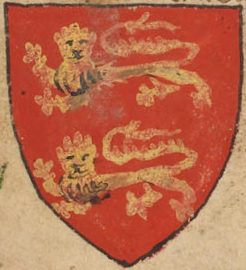
Blason normand dans un armorial médiéval

C'est probablement au XIIIe siècle que les armoiries à deux léopards commencent à être utilisées pour représenter la Normandie.
Un écu à deux léopards est en effet visible sur le sceau de la nation normande de l'Université de Paris apposé à une charte de 1398 mais dont la gravure est estimée « au début du XIVe siècle, sinon à l'extrême fin du XIIIe ». 
La présence de l'écu à deux léopards sur ce sceau prouve qu'à cette époque, les armoiries à deux léopards sont déjà territoriales et plus seulement personnelles. On retrouvera à nouveau les deux léopards pour identifier la nation normande sur le sceau des quatre nations de l'Université de Paris créé en 1513.
D'après l'ouvrage Les Drapeaux de Normandie (Malherbe Normandy Kop, 2021,  (ISBN 979-10-699-6523-2)), ce choix pour la Normandie de prendre pour modèle les armoiries de ses anciens ducs en ne conservant que deux léopards peut être interprété comme une volonté de revendiquer l'héritage du duché de Normandie sans pour autant usurper les armoiries personnelles à trois léopards appartenant aux rois d'Angleterre.
L'usage d'armoiries à deux léopards par la Normandie est également déjà cité dans l'Armorial du Héraut Vermandois, compilé entre 1285 et 1300. Plusieurs armoriaux des XIVe et XVe siècles confirment ces armoiries normandes.

### Les armoiries à deux léopards au fil des siècles
Depuis le XIIIe siècle, les armoiries à deux léopards n'ont cessé d'être utilisées en Normandie.
Ainsi, lorsque les Anglais occupent la Normandie entre 1419 et 1450 (durant la guerre de Cent Ans) et qu'ils créent ou contrôlent de nombreuses institutions locales, ils les dotent de sceaux reprenant les deux léopards normands (sceau de l'Échiquier de Normandie, sceau de l'Université de Caen, sceau du Conseil du roi d'Angleterre en Normandie...)
À partir du XVIe siècle, c'est grâce à la littérature historique et aux sociétés savantes que les armoiries normandes se diffusent, apparaissant régulièrement sur des cartes géographiques ou dans des ouvrages consacrés à l'histoire normande.

### Des armoiries au drapeau

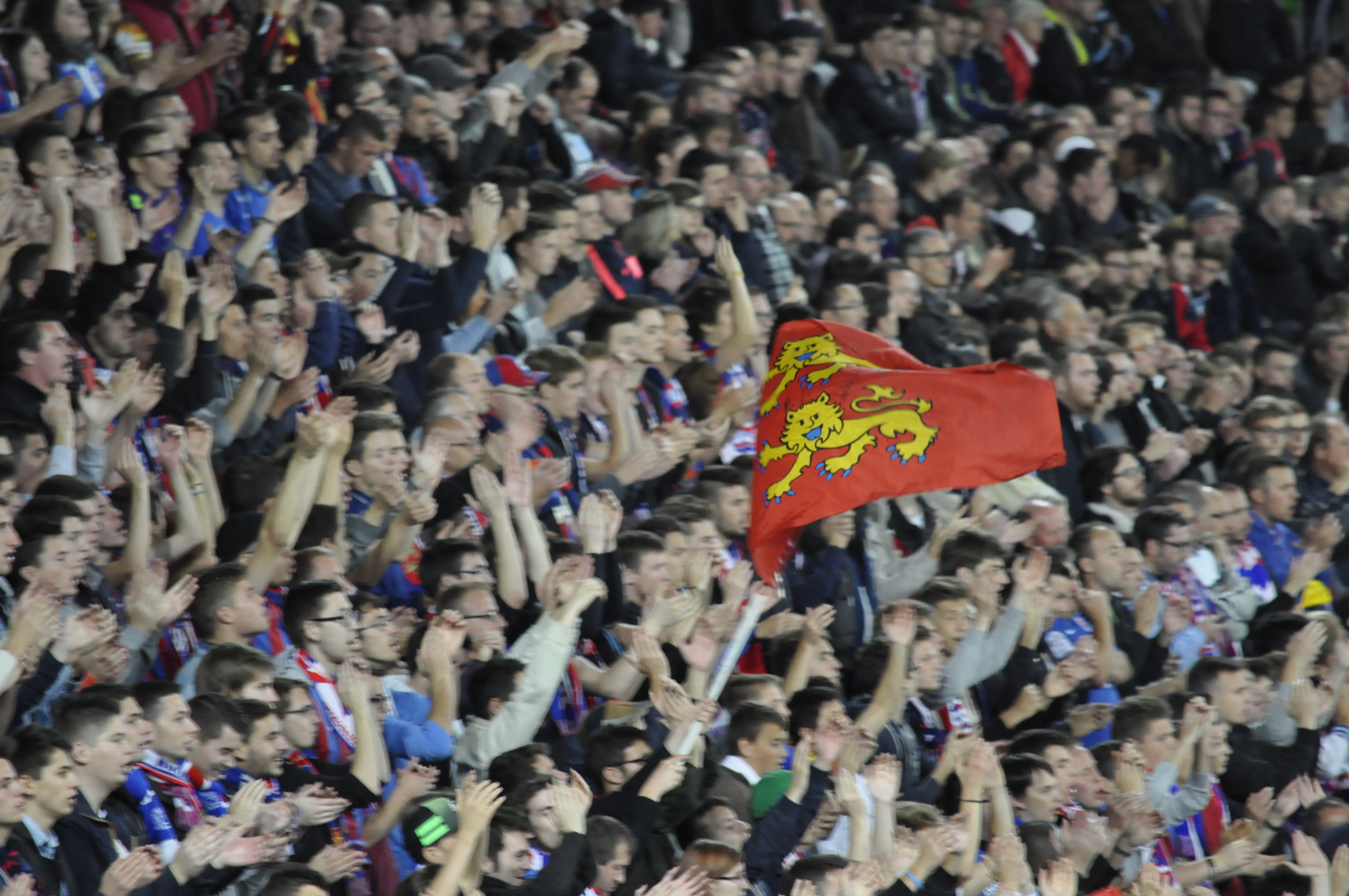
Supporters de football avec un drapeau normand

Le passage des armoiries à deux léopards au drapeau à deux léopards n'est pas daté et s'est probablement fait de manière populaire.
Au XVe siècle, les deux léopards d'or sur fond rouge apparaissent déjà sous forme de drapeau dans le Grand Armorial équestre de la Toison d'or. On retrouve également des représentations de ce drapeau dans une enluminure du Maître de Virgile estimée entre 1390 et 1410.
Au XXe siècle, l'utilisation du drapeau normand se généralise, d'abord à l'occasion du Millénaire Normand en 1911 puis lors des compétitions sportives ou des festivals de musique. De nombreuses mairies ont également pris l'habitude de faire flotter le drapeau normand à deux léopards devant leurs édifices.

### Reconnaissance officielle

Logotype de la région Normandie (depuis 2016).

À la suite de la réforme territoriale de 2015, la Basse-Normandie et la Haute-Normandie fusionnent pour former la région Normandie.
À cette occasion, un comité composé de politiciens, historiens et acteurs de la vie culturelle normande est réuni afin de discuter de la création d'un logo pour représenter la nouvelle région. À l'unanimité, il est décidé que le drapeau à deux léopards doit figurer sur ce nouveau logo.
En mars 2016, celui-ci est dévoilé, représentant deux léopards jaunes (s'inspirant de la figuration héraldique) sur une voile rouge,  censée représenter les origines vikings et le caractère maritime du territoire,.

## Drapeau normand à trois léopards

Drapeau normand à trois léopards.

Un drapeau à trois léopards est également utilisé pour représenter la Normandie, essentiellement en Normandie insulaire.

### Les trois léopards dans les Îles anglo-normandes
Ce drapeau reproduit les armoiries traditionnelles de Jersey et de Guernesey directement issues des armes héréditaires des rois d'Angleterre, anciennement ducs de Normandie (avant l'annexion de 1204) mais toujours souverains en Normandie insulaire.
Lorsqu'en 1279, le roi d'Angleterre Édouard Ier transmet aux baillis des îles un sceau, il y fait figurer ses armes personnelles à trois léopards. Ces armes personnelles seront progressivement considérées par la population des îles comme des armes territoriales et sont désormais utilisées officiellement par les bailliages de Jersey et Guernesey (billets de banque, timbres, drapeau de Jersey...).

### Utilisation contemporaine du drapeau à trois léopards

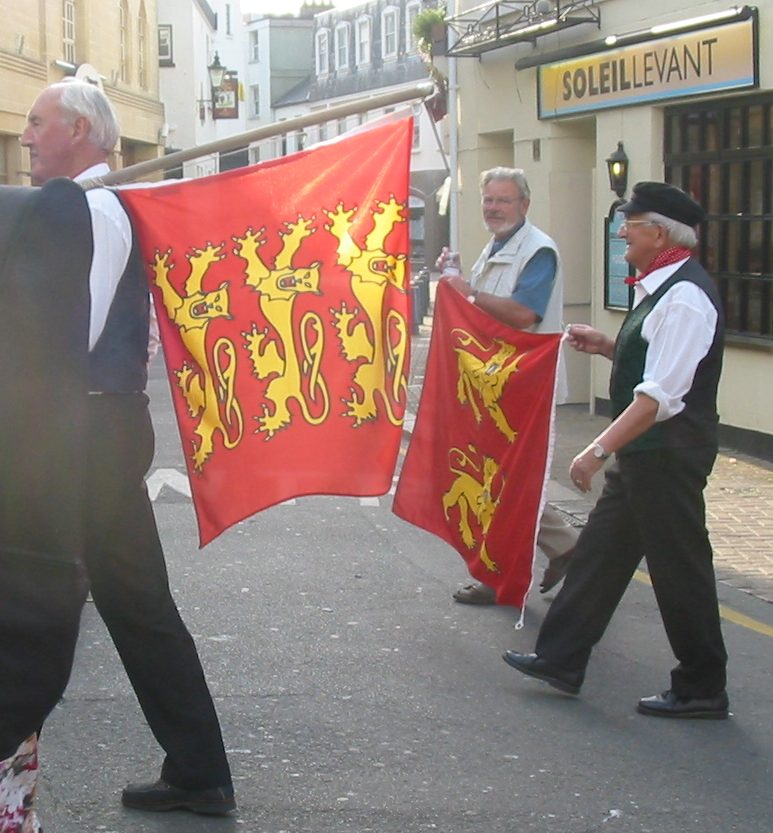
Treis Cats dans les rues de Saint-Hélier.

Reproduisant ces armoiries, le drapeau à trois léopards n'a pas d'existence officielle.
La promotion de l'usage de ce drapeau est généralement attribuée au poète normand Louis Beuve qui au début du XXe siècle n'a eu de cesse d'affirmer que les armoiries normandes originelles comportaient trois léopards (argument historiquement faux et confondant notamment armoiries personnelles et territoriales) tandis que celles à deux léopards auraient été imposées par la France au XVe siècle (l'existence de documents présentant des armoiries normandes à deux léopards avant cette période vient réfuter cet autre argument)
Au XXIe siècle, on retrouve principalement le drapeau à trois léopards dans les îles anglo-normandes ou dans certains milieux culturels normands, essentiellement dans le Cotentin.
Étant moins utilisé que le drapeau à deux léopards, il est d'usage de préciser drapeau normand à trois léopards lorsqu'on parle de ce modèle ou d'utiliser l'appellation Treis Cats (trois chats en langue normande), surnom largement répandu chez les utilisateurs de ce drapeau.

## La croix de Saint-Olaf

La croix de Saint-Olaf.

L'existence d'un drapeau normand reprenant le modèle des drapeaux scandinaves est justifiée par les origines vikings de la Normandie.
Comme pour le Treis Cats, ce drapeau est essentiellement utilisé dans les milieux régionalistes normands. Il évoque l'héritage commun entre la Normandie et les pays nordiques.
Le premier à proposer l'utilisation d'une bannière normande à croix nordique (dans les années 1930) est Jean Adigard des Gautries, historien normand spécialiste des noms de famille normands d'origines scandinaves.
Présentant d'abord une croix pleine jaune sur fond rouge, c'est finalement le modèle de croix double (ou croix éclatée) qui s'est imposé comme drapeau normand à croix nordique.
Ce changement de type de croix eut lieu au début des années 1970 afin, d'une part, de ne pas être confondu avec le drapeau de la Scanie (province suédoise utilisant déjà une croix jaune pleine sur fond rouge) et d'éviter d'autre part l'idée d'un rapprochement avec le Nasjonal Samling, parti collaborationniste norvégien qui avait utilisé un drapeau semblable pendant la guerre.

Croix de Saint-Olaf avec les deux léopards normands.

Si ce drapeau est, encore aujourd'hui, peu connu et utilisé, il fut largement pavoisé dans la ville de Falaise, sous l'influence du docteur Paul German, militant régionaliste normand et maire de la ville de 1967 à 1989. Il fut également publié dans le livre Flags through the ages and across the World de Whitney Smith en 1975 dans la rubrique des drapeaux des minorités ethniques et culturelles.
Par souci d'identification, des léopards normands sont parfois insérés dans le premier quartier du drapeau.
Le drapeau normand à croix nordique est familièrement appelé Croix de Saint-Olaf, appellation employée uniquement pour l'emblème normand et qu'on ne retrouve pour aucun autre drapeau à croix scandinave. Il tient son nom du roi de Norvège Olaf Haraldson qui aurait été baptisé à Rouen (mais n'ayant pas de lien avec l'origine des drapeaux à croix nordiques).

## Drapeaux des îles anglo-normandes

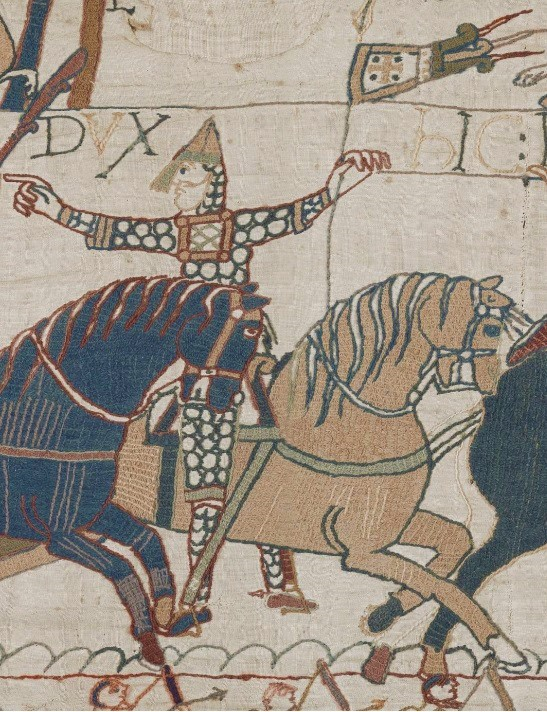
Croix de Guillaume le Conquérant sur la Tapisserie de Bayeux, source d'inspiration du drapeau de Guernesey.

Si les bailliages de Jersey et Guernesey utilisent chacun officiellement des armoiries à trois léopards, le drapeau à trois léopards n'a pas de statut officiel dans les îles.
Au cours du XXe siècle, chacun des deux bailliages ainsi que l'ensemble de leurs îles habitées se sont dotés de drapeaux spécifiques.
Le drapeau de Guernesey reprend la croix de Guillaume le Conquérant visible sur la tapisserie de Bayeux.

Drapeau de Guernesey
Drapeau de Jersey
Drapeau de l'île d'Aurigny
Drapeau de l'île de Herm
Drapeau de la seigneurie de Sercq
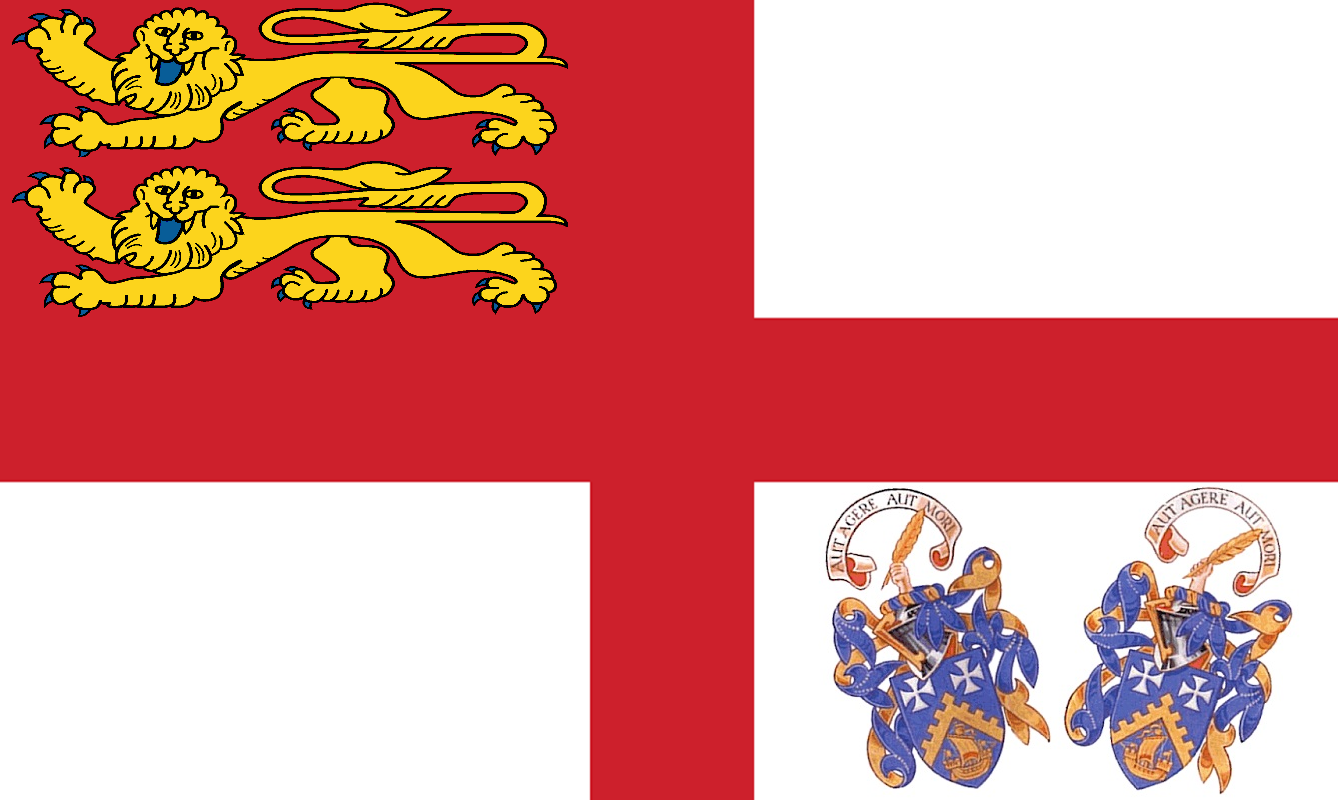
Drapeau de l'île de Brecqhou

## Drapeau incorporant le drapeau normand
Outre les drapeaux des îles anglo-normandes de Sercq et Brecqhou, le drapeau normand est également reproduit sur le drapeau de Saint-Pierre-et-Miquelon, rappelant ainsi l'origine des habitants de l'archipel.

Drapeau de Saint-Pierre-et-Miquelon

## Erreurs courantes au sujet du drapeau normand
Les travaux d'histoire publiés en 2021 dans le livre Les Drapeaux de Normandie ont permis de rectifier plusieurs erreurs largement reproduites dans la plupart des publications traitant des drapeaux normands.

### Datation et paternité des armoiries à deux léopards
Parmi les erreurs historiques les plus courantes figure la question de l'origine des deux léopards pour représenter la Normandie.
Plusieurs sceaux du XVe siècle sur lesquels figurent deux léopards et utilisés par les Anglais en Normandie pendant la guerre de Cent Ans furent souvent considérés comme les plus anciennes traces de ces armoiries, suggérant par conséquent une origine anglaise.
Le duc Charles de France ayant, entre 1465 et 1469, fait usage d'armoiries présentant un écartelé de fleurs de lys et de léopards (au nombre de deux), certaines publications lui ont également prêté la paternité du blason normand à deux léopards.
L'étude et la découverte de parchemins, de sceaux et d'armoriaux antérieurs au XVe siècle ont permis d'écarter ces hypothèses d'une origine française ou anglaise.

### Origine des trois léopards de Richard Cœur de Lion

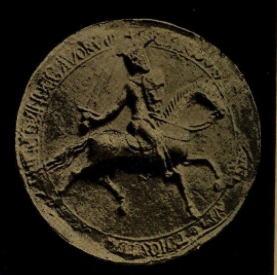
Sceau de Richard Cœur de Lion.

À son retour de croisade, Richard Cœur de Lion fait usage de nouvelles armoiries, donnant naissance aux armoiries à trois léopards.
L'une des raisons invoquées pour expliquer ce choix serait l'addition des deux léopards normands de son père Henri II et du léopard aquitain de sa mère Aliénor. Cette thèse n'est cependant pas recevable puisqu'aucun document d'époque ne mentionne l'utilisation d'armoiries à un léopard par Aliénor ou l'Aquitaine.

### Datation des armoiries à trois léopards en Normandie insulaire
Si en 1279, le roi Henri III fait parvenir aux îles un sceau comportant trois léopards, il n'offre pas d'armoiries aux îles et ce sont bien les armes personnelles du roi d'Angleterre, souverain des îles, qui y sont représentées.
Ce n'est qu'au début du XXe siècle que le College of Arms reconnaitra officiellement le droit à Jersey et Guernesey d'utiliser les armoiries à trois léopards, armoiries depuis longtemps considérées par les insulaires comme territoriales et utilisées comme telles.

### Lions ou léopards?
Bien qu'appelé léopard, l'animal dessiné sur le drapeau normand possède les traits d'un lion.

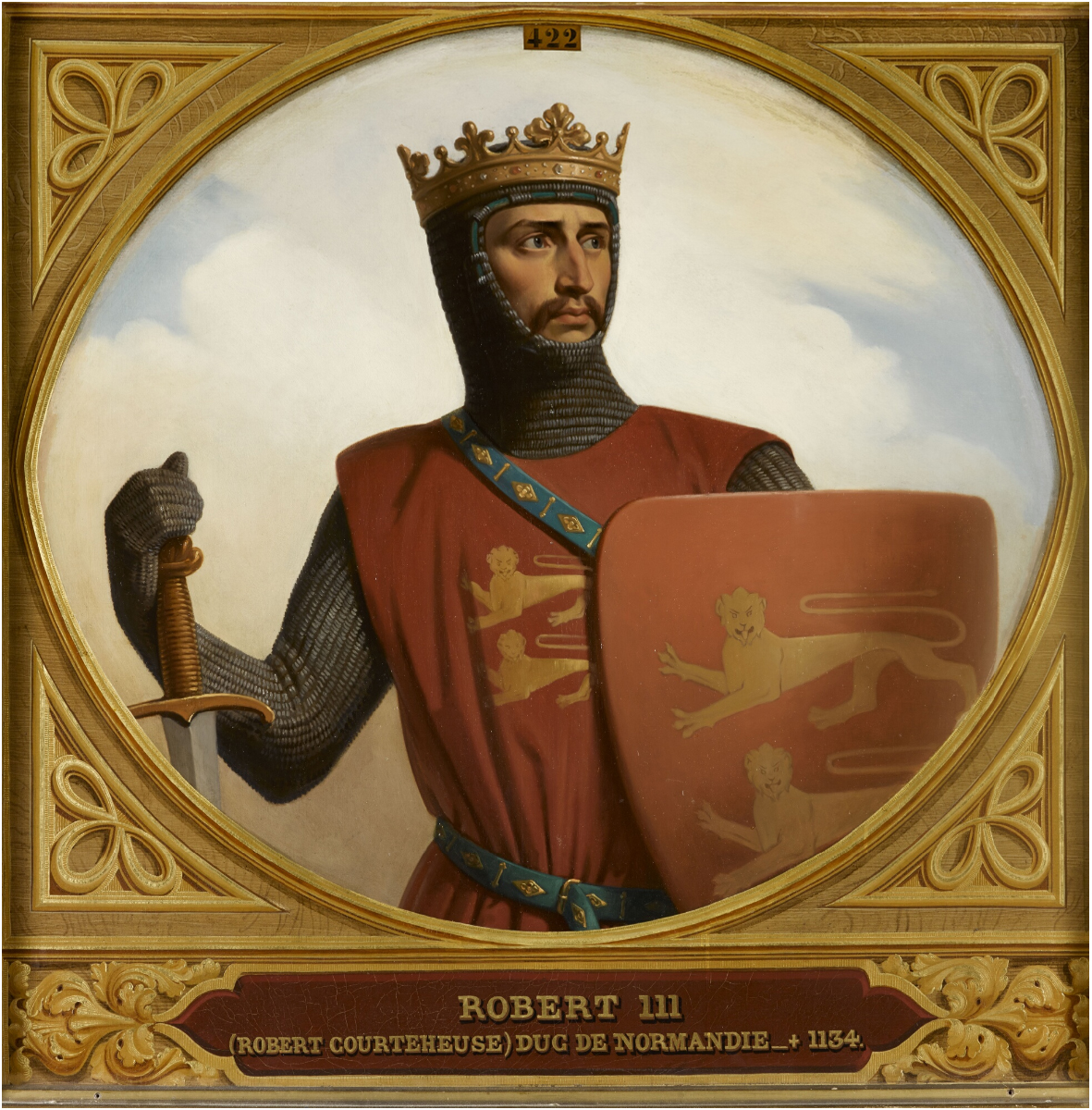
Portrait du duc Robert Courteheuse réalisé en 1843.

En héraldique, lion et léopard sont un même animal qui ne sont différenciés que par la position qu'ils présentent. Ainsi, le léopard héraldique est un lion dans la position de la marche et la tête de face, tandis que le lion héraldique a les pattes avant levées et la tête de profil.
Traditionnellement, le léopard est représenté marchant vers la gauche et la queue tournée vers l'extérieur.

### Anachronismes
Afin de faciliter l'identification de certains personnages historiques normands, ceux-ci ont parfois été représentés arborant des léopards alors que l'histoire ne leur donne pas d'armoiries. Guillaume le Conquérant, Henri Ier Beauclerc ou encore Robert Courteheuse ont ainsi pu être dessinés avec deux ou trois léopards bien qu'ils vécurent avant l'apparition de ces armoiries.
Autre anachronisme aperçu, la présence de drapeaux normands sur des représentations de navires vikings.